# 埼玉縣知事列表
埼玉縣知事列表（日語：さいたまけんちじいちらん）為埼玉縣擔任知事人物之列表。

## 官選制知事時代
| 代         | 氏名         | 就任           | 退任           | 出身     | 期・備考                                   |
| 埼玉縣令   | 埼玉縣令     | 埼玉縣令       | 埼玉縣令       | 埼玉縣令 | 埼玉縣令                                   |
| ---------- | ------------ | -------------- | -------------- | -------- | ------------------------------------------ |
| 初         | 野村盛秀     | 1871年11月13日 | 1873年5月21日  | 薩摩國   | 1期、在任死去                              |
| 事務代行   | 白根多助     | 1873年5月21日  | 1873年12月27日 | 長州     | 參事                                       |
| 2          | 白根多助     | 1873年12月27日 | 1882年3月15日  | 長州     | 1期、至1875年12月9日在任仍掌實權、在任死去 |
| 3          | 吉田清英     | 1882年3月24日  | 1889年12月26日 | 薩摩國   | 1期、1886年7月19日稱呼從縣令變更為知事     |
| 埼玉縣知事 |              |                |                |          |                                            |
| 4          | 小松原英太郎 | 1889年12月26日 | 1891年4月9日   | 備前國   | 1期                                        |
| 5          | 久保田貫一   | 1891年4月9日   | 1892年12月23日 | 但馬國   | 1期                                        |
| 6          | 銀林綱男     | 1892年12月23日 | 1894年1月20日  | 越後國   | 1期                                        |
| 7          | 千家尊福     | 1894年1月20日  | 1897年4月7日   | 出雲國   | 1期                                        |
| 8          | 田村政       | 1897年4月7日   | 1898年1月26日  | 肥後國   | 1期、別名は宗像政                          |
| 9          | 萩原汎愛     | 1898年1月26日  | 1899年2月21日  | 土佐國   | 1期                                        |
| 10         | 正親町實正   | 1899年2月21日  | 1900年10月25日 | 京       | 1期                                        |
| 11         | 山田春三     | 1900年10月25日 | 1902年2月8日   | 長州     | 1期                                        |
| 12         | 木下周一     | 1902年2月8日   | 1905年9月4日   | 肥前國   | 1期                                        |
| 13         | 大久保利武   | 1905年9月4日   | 1907年12月27日 | 薩摩國   | 1期、大久保利通的三男                      |
| 14         | 島田剛太郎   | 1907年12月27日 | 1913年6月1日   | 越前國   | 1期                                        |
| 15         | 添田敬一郎   | 1913年6月1日   | 1914年6月9日   | 福井縣   | 1期                                        |
| 16         | 昌谷彰       | 1914年6月9日   | 1916年10月13日 | 岡山縣   | 1期                                        |
| 17         | 岡田忠彦     | 1916年10月13日 | 1919年6月28日  | 岡山縣   | 1期                                        |
| 18         | 西村保吉     | 1919年6月28日  | 1919年8月20日  | 愛媛縣   | 1期                                        |
| 19         | 堀内秀太郎   | 1919年8月20日  | 1923年10月25日 | 石川縣   | 1期                                        |
| 20         | 元田敏夫     | 1923年10月25日 | 1924年6月24日  | 東京     | 1期                                        |
| 21         | 齊藤守圀     | 1924年6月24日  | 1927年5月17日  | 愛媛縣   | 1期                                        |
| 22         | 野手耐       | 1927年5月17日  | 1927年11月7日  | 茨城縣   | 1期                                        |
| 23         | 宮脇梅吉     | 1927年11月7日  | 1929年2月6日   | 香川縣   | 1期                                        |
| 24         | 白根竹介     | 1929年2月6日   | 1929年7月5日   | 山口縣   | 1期、白根多助の孫                          |
| 25         | 細川長平     | 1929年7月5日   | 1930年8月26日  | 香川縣   | 1期                                        |
| 26         | 丹羽七郎     | 1930年8月26日  | 1931年4月15日  | 北海道   | 1期                                        |
| 27         | 山中恒三     | 1931年4月15日  | 1931年12月18日 | 山口縣   | 1期                                        |
| 28         | 宮脇梅吉     | 1931年12月18日 | 1932年6月28日  |          | 1期（再任、2期目）                         |
| 29         | 福島繁三     | 1932年6月28日  | 1933年6月23日  | 栃木縣   | 1期                                        |
| 30         | 廣瀬久忠     | 1933年6月23日  | 1934年7月10日  | 山梨縣   | 1期                                        |
| 31         | 飯沼一省     | 1934年7月10日  | 1935年5月25日  | 福島縣   | 1期                                        |
| 32         | 齋藤樹       | 1935年5月25日  | 1936年4月22日  | 千葉縣   | 1期                                        |
| 33         | 川西實三     | 1936年4月22日  | 1938年4月18日  | 兵庫縣   | 1期                                        |
| 34         | 土岐銀次郎   | 1938年4月18日  | 1941年1月7日   | 和歌山縣 | 1期                                        |
| 35         | 宮野省三     | 1941年1月7日   | 1942年1月9日   | 三重縣   | 1期                                        |
| 36         | 大津敏男     | 1942年1月9日   | 1943年7月1日   | 福岡縣   | 1期                                        |
| 37         | 數藤鐵臣     | 1943年7月1日   | 1944年8月1日   | 島根縣   | 1期                                        |
| 38         | 福本柳一     | 1944年8月1日   | 1945年8月19日  | 岡山縣   | 1期                                        |
| 39         | 關外余男     | 1945年8月19日  | 1946年1月25日  | 石川縣   | 1期                                        |
| 40         | 西村實造     | 1946年1月25日  | 1947年3月14日  | 兵庫縣   | 1期、辭任知事選舉立候補                    |
| 41         | 宮脇倫       | 1947年3月14日  | 1947年4月12日  | 長野縣   | 1期                                        |

## 公選制知事時代
| 代   | 公選代  | 氏名     | 就任          | 退任          | 出身   | 期・備考                                                         |
| ---- | ------- | -------- | ------------- | ------------- | ------ | ---------------------------------------------------------------- |
| 42   | 初      | 西村實造 | 1947年4月12日 | 1949年3月28日 | 兵庫県 | 1期（包含官選制時代通算2期）、因日本シルク事件被逮捕、起訴後辭職 |
| 代理 | 代理    | 吉田忠一 | 1949年3月28日 | 1949年5月16日 |        | ※副知事                                                          |
| 43   | 2（2）  | 大澤雄一 | 1949年5月17日 | 1953年5月16日 | 埼玉縣 | 1期                                                              |
| 44   | 3       | 大澤雄一 | 1953年5月17日 | 1956年5月29日 | 埼玉縣 | 2期、辭任參議院議員選舉立候補                                    |
| 代理 | 代理    | 栗原浩   | 1956年5月30日 | 1956年6月17日 |        | ※辭任副知事、知事選舉候補                                        |
| 代理 | 代理    | 守谷陸藏 | 1956年6月18日 | 1956年7月12日 |        | ※總務部長                                                        |
| 45   | 4（3）  | 栗原浩   | 1956年7月13日 | 1960年7月12日 | 埼玉縣 | 1期                                                              |
| 46   | 5       | 栗原浩   | 1960年7月13日 | 1964年7月12日 | 埼玉縣 | 2期                                                              |
| 47   | 6       | 栗原浩   | 1964年7月13日 | 1968年7月12日 | 埼玉縣 | 3期                                                              |
| 48   | 7       | 栗原浩   | 1968年7月13日 | 1972年7月12日 | 埼玉縣 | 4期                                                              |
| 49   | 8（4）  | 畑和     | 1972年7月13日 | 1976年7月12日 | 埼玉縣 | 1期                                                              |
| 50   | 9       | 畑和     | 1976年7月13日 | 1980年7月12日 | 埼玉縣 | 2期                                                              |
| 51   | 10      | 畑和     | 1980年7月13日 | 1984年7月12日 | 埼玉縣 | 3期                                                              |
| 52   | 11      | 畑和     | 1984年7月13日 | 1988年7月12日 | 埼玉縣 | 4期                                                              |
| 53   | 12      | 畑和     | 1988年7月13日 | 1992年7月12日 | 埼玉縣 | 5期                                                              |
| 54   | 13（5） | 土屋義彦 | 1992年7月13日 | 1996年7月12日 | 東京府 | 1期                                                              |
| 55   | 14      | 土屋義彦 | 1996年7月13日 | 2000年7月12日 | 東京府 | 2期                                                              |
| 56   | 15      | 土屋義彦 | 2000年7月13日 | 2003年7月18日 | 東京府 | 3期、因自身有關政治資金管理團體不名譽事辭職                      |
| 代理 | 代理    | 青木信之 | 2003年7月19日 | 2003年8月30日 |        | ※副知事                                                          |
| 57   | 16（6） | 上田清司 | 2003年8月31日 | 2007年8月30日 | 福岡縣 | 1期                                                              |
| 58   | 17      | 上田清司 | 2007年8月31日 | 2011年8月30日 | 福岡縣 | 2期                                                              |
| 59   | 18      | 上田清司 | 2011年8月31日 | 2015年8月30日 | 福岡縣 | 3期                                                              |
| 60   | 19      | 上田清司 | 2015年8月31日 | 2019年8月30日 | 福岡縣 | 4期                                                              |
| 61   | 20      | 大野元裕 | 2019年8月31日 | 2023年8月30日 | 埼玉縣 | 1期                                                              |
| 62   | 21      | 大野元裕 | 2023年8月31日 | 現職          | 埼玉縣 | 2期                                                              |

## 公選制選挙
- 資料來源 - 埼玉縣選舉管理委員會 『選舉記錄』
- 候補者得票率は投票総数に対する得票率を示しているため、合計値不到100%（含白票・無効票等存在）

### 第1回
- 1947年4月5日（土曜）執行
- 天候 - 快晴

Template:選挙結果 (日本首長)

### 第2回
- 1949年5月17日（禮拜四）執行
- 天候 - 晴天後陰天

Template:選挙結果 (日本首長)

### 第3回
- 1953年4月19日（禮拜天）執行
- 第26回衆議院議員總選舉同時執行
- 天候 - 晴天

Template:選舉結果 (日本首長)

### 第4回
- 1956年7月13日（禮拜五）執行
- 天候 - 陰天後晴天後再陰天

Template:選挙結果 (日本首長)

### 第5回
- 1960年7月3日（禮拜天）執行
- 天候 - 陰天一時有晴天

Template:選挙結果 (日本首長)

### 第6回
- 1964年7月5日（禮拜天）執行
- 天候 - 晴天一時霧雨

Template:選挙結果 (日本首長)

### 第7回
- 1968年6月30日（禮拜天）執行
- 天候 - 陰天時時晴天

Template:選舉結果 (日本首長)

### 第8回
- 1972年7月2日（禮拜天）執行
- 天候 - 晴れ

Template:選挙結果 (日本首長)

### 第9回
- 1976年7月4日（禮拜天）執行
- 天候 - 陰天一時晴天
- 無投票當選 - 畑和（65歳・無所屬・現）當選

### 第10回
- 1980年6月22日（禮拜天）執行
- 第36回衆議院議員總選舉・第12回參議院議員通常選舉（衆參同日選舉）同時執行
- 天候 - 陰天

Template:選挙結果 (日本首長)

### 第11回
- 1984年7月1日（禮拜天）執行
- 天候 - 晴天

Template:選挙結果 (日本首長)

### 第12回
- 1988年6月12日（禮拜天）執行
- 天候 - 陰天時時有雨

Template:選舉結果 (日本首長)

### 第13回
- 1992年6月21日（禮拜天）執行
- 天候 - 雨一時為陰天

Template:選挙結果 (日本首長)

### 第14回
- 1996年6月23日（禮拜天）執行
- 天候 - 陰天

Template:選挙結果 (日本首長)

### 第15回
- 2000年6月25日（禮拜天）執行
- 第42回衆議院議員總選舉同時執行
- 天候 - 雨後陰天

Template:選挙結果 (日本首長)

### 第16回
- 2003年8月31日（禮拜天）執行
- 天候 - 陰天後-時雨

Template:選挙結果 (日本首長)

### 第17回
- 2007年8月26日（禮拜天）執行
- 天候 - 晴天

Template:選挙結果 (日本首長)

## 關連項目
- 埼玉縣
- 都道府縣知事